# Абу Абдалла Мохаммед II
Абу Абдалла Мухаммед аль-Мутаваккиль (араб. محمد المتوكل‎), иногда просто Абдалла Мохаммед — султан Марокко из династии Саадитов, правивший в 1574—1576 годах.
Абдалла Мохаммед был старшим сыном Абдаллах I аль-Галиба, после смерти которого в 1574 году и стал султаном Марокко. Став султаном, Абдалла Мохаммед сразу убил одного своего брата и посадил в тюрьму другого.
Дядя Абдалла Мохаммеда Абу Марван Абд аль-Малик I, находившийся к этому времени уже много лет в изгнании в Османской империи, при поддержке султана Османской империи Мурада III заявил о своих претензиях на престол. В соседнем с Марокко Алжире, находящемся под контролем Османской империи, он собрал войско в 10 000 человек и вторгся в Марокко. В серии битв Абу Марван три раза разбил войска Абдалла Мохаммеда, занял Фес и стал султаном.
Абдалла Мохаммед бежал из Марокко к королю Португалии Себастьяну I. Он убедил короля начать военную кампанию в Марокко против Абд аль-Малика. Армии трёх королей сошлись в битве при Эль-Ксар-эль-Кебире 4 августа 1578 года. В битве победила армия Абд аль-Малика, правда сам он, будучи тяжело больным, умер в день битвы. В сражении были убиты другие два короля — Себастьян I и Абу Абдалла Мохаммед II. Султаном Марокко стал младший брат Абд аль-Малика Ахмад аль-Мансур.